# Ted Morgan
Ted Morgan   (Londres, 5 d'abril de 1906 - Wellington, 22 de novembre de 1952) va ser un boxejador anglès de naixement, però neozelandès d'adopció que va competir entre les dècades de 1920 i 1930.
El 1928 va prendre part en els Jocs Olímpics d'Amsterdam, on guanyà la medalla d'or de la categoria del pes wèlter, en guanyar la final a Raúl Landini. Aquesta fou la primera medalla d'or guanyada per un esportista representat Nova Zelanda. El 1933 es va casar amb la velocista Norma Wilson, que també va disputar els Jocs de 1928, però es van divorciar el 1938.
Morgan va ser campió amateur de Nova Zelanda el 1925 i el 1927 i va guanyar 26 dels 28 combats disputats com a amateur. El juliol del 1929 passà al professionalisme, amb un balanç discret: 11 victòries, 11 derrotes i dos combats nuls en un total de 24 combats. El 1931 va guanyar el títol de pes wèlter de Nova Zelanda. Es va retirar l'octubre de 1934.
El 1990 fou incorporat al New Zealand Sports Hall of Fame.